# أكوة
قرية إكوة هي إحدى القرى التابعة لمركز ديرب نجم في محافظة الشرقية في جمهورية مصر العربية. حسب إحصاءات سنة 2006، بلغ إجمالي السكان في إكوة 10380 نسمة، منهم 5247 رجل و5133 امرأة.

## التاريخ
قرية إكوة من القرى القديمة، حيث وردت باسم «كوا» في أعمال الشرقية ضمن قرى الروك الصلاحي التي أحصاها ابن مماتي في كتاب قوانين الدواوين، كما وردت باسم «كوى» في أعمال الشرقية ضمن قرى الروك الناصري التي أحصاها ابن الجيعان في كتاب «التحفة السنية بأسماء البلاد المصرية». وفي العصر العثماني ورد اسم «كوى» في التربيع العثماني الذي أجراه الوالي العثماني سليمان باشا الخادم في عصر السلطان العثماني سليمان القانوني ضمن قرى ولاية الشرقية، وفي تاريخ 1228هـ/1813م الذي عدّ قرى مصر بعد المسح الذي قام به محمد علي باشا باسم «إكوة» ضمن قرى مديرية الدقهلية التي انتقلت تبعية القرية إليها، قبل أن تعود لاحقًا إلى محافظة الشرقية.